# Levan Gatjetjiladze
Levan Gatjetjiladze (georgiska: ლევან გაჩეჩილაძე), född 20 juli 1964 i Tbilisi, död i augusti 2025 i Tbilisi, var en georgisk vinproducent, affärsman och politiker. Gatjetjiladze var oppositionskoalitionens presidentkandidat i presidentvalet i Georgien 2008. Gatjetjiladze fick 25,69 procent av rösterna.